# Onze-Lieve-Vrouwe-ter-Sneeuwkapel (Veere)
De Onze-Lieve-Vrouwe-ter-Sneeuwkapel is een voormalige rooms-katholieke kapel in de Zeeuwse stad Veere, gelegen op de hoek van de Kaai en de Markt. De eenvoudige kapel werd gebouwd in 1912 en verving een tot kerk omgebouwd woonhuis. De nieuwe kapel werd buiten gebruik gesteld in 1966 en later in gebruik genomen als winkelruimte.

## Rooms-katholieken in Veere
Vanaf de Reformatie, in 1572, werd de Rooms-Katholieke Kerk niet erkend door de Republiek der Zeven Verenigde Nederlanden. Dit veranderde met de stichting van de Bataafse Republiek in 1795 waarbij kerk en staat werden gescheiden. Enkele rooms-katholieke Veerenaren, die vanaf 1678 de mis konden bijwonen in een schuilkerk in het nabijgelegen Middelburg, besloten om opnieuw een eigen parochie te stichten in Veere onder toezicht van drie kerkmeesters. Op 29 september 1795 werd het pand Den Berendans aangekocht, gelegen op de hoek van de Kaai en de Markt. Timmerman Paulus van Oosten kreeg opdracht om het te verbouwen tot kerkruimte. Waarschijnlijk heeft hij de verdiepingsvloer en tussenmuren gesloopt en de zijmuren verstevigd, zodat een open ruimte ontstond. De totale verbouwing kostte 2000 gulden; door de slechte financiële situatie, in 1801 was er een schuld van 1500 gulden, is dit bedrag uiteindelijk slechts voor de helft betaald.

## De pastoors
In de zomer van 1796 werd de kerk ingewijd en Marinus van Kouwenhove aangesteld als pastoor. Hij vertrok in 1800 naar Medemblik en werd opgevolgd door Frans de Deurwaarder. In 1802 vertrok hij ook, doordat hij geen traktement ontving, waarna in januari 1803 pater Emanuel naar Veere kwam. In juni 1809 werd door de staat een uitkering beloofd, zodat een pastoor kon worden betaald, maar in 1810 werd Zeeland ingelijfd bij Frankrijk en de betaling vond nooit plaats. In 1811 moest daarom de benoeming van pastoor ingetrokken worden, doordat deze niet betaald kon worden. Toch kwam er enkele jaren later weer een nieuwe pastoor, Van der Stool, maar hij verdween in februari 1815.

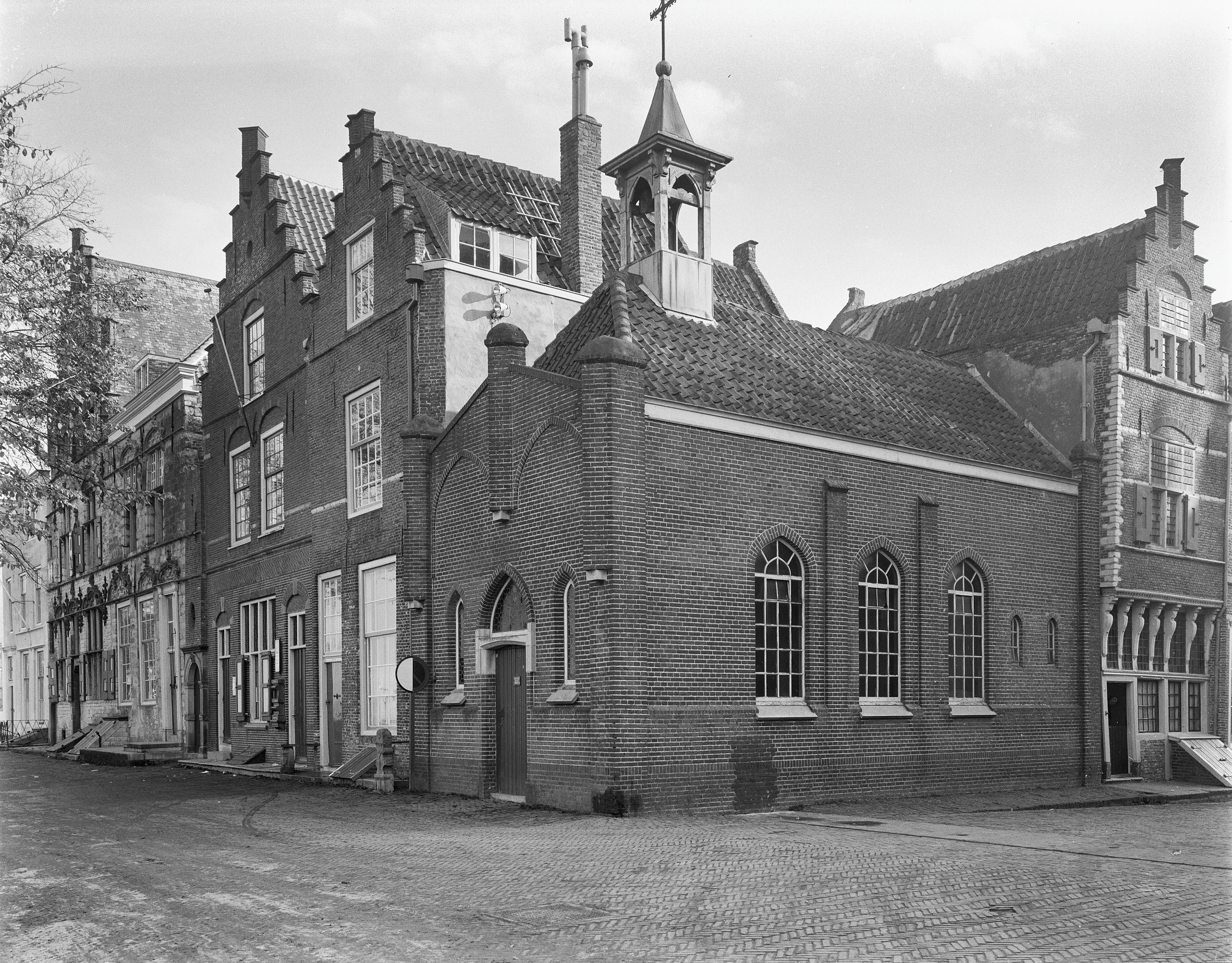
De kapel in november 1962. De lage en eenvoudige bouw valt op tussen de hoge middeleeuwse huizen.

Vanwege de betalingsproblemen weigerde de aartspriester om een nieuwe pastoor aan te stellen. Uiteindelijk werd in 1823 de Middelburgse pastoor Thomas aangesteld als deeltijdspastoor. Dit hield in dat hij ongeveer zes tot zeven keer per jaar de mis zou opdragen in Veere. In 1829 vertrok hij en werd opgevolgd door vicaris Oostmans. Hij beloofde vaker de mis op te dragen in Veere. In 1833 was de Noord-Brabantse Mobiele Schutterij aanwezig in Zeeland. Hierdoor nam het aantal rooms-katholieken sterk toe, zodat Veere per 21 juni weer een eigen pastoor kreeg, kapelaan Haanraads.
Doordat het gebouw amper gebruikt was sinds 1815, bevond het zich in een slechte staat. In 1835 werd het gebouw opgeknapt voor 730 gulden, waarvan 720 werden gesubsidieerd door de staat. Rond 1850 werd de kapel bediend door pastoor Tiebes. Op zijn aanvraag werd eind 1852 een huis gekocht aan de Markt en ingericht als pastorie, financieel gesteund door een lening van de aartspriester. In 1889 werd dit huis weer verkocht.
In 1868 kwamen er veel arbeiders naar Walcheren voor het graven van een nieuw kanaal. Het aantal kerkgangers, en daarmee de inkomsten, nam tijdelijk toe, zodat in 1870 een klein torentje met een luidklok op de kerk kon worden geplaatst.

## Nieuwbouw
In 1911, in de nacht van 30 september op 1 oktober, waaide tijdens een hevige storm het dak van het kerkgebouw. Terwijl diensten werden gehouden in een café, besloot het kerkbestuur de oude kerk te slopen en een nieuwe te laten bouwen door de Middelburgse aannemer J.A. Marée. Hij stelde een zeer eenvoudig ontwerp voor, dat hevige kritiek kreeg van de Vereniging Nehalennia tot Instandhouding en Bevordering van Walcheren’s Natuur- en Stedenschoon. Dit leidde tot een herzien ontwerp, dat nog wel eenvoudig was, maar nu een puntdak en torentje bezat.
Op 22 januari 1912 verleende het Veerse stadsbestuur toestemming om met de nieuwbouw te beginnen. Voor het interieur werd het oude altaar van de Middelburgse Sint-Pieterskerk, gewijd aan de Heilige Familie, overgebracht naar Veere. Verder werden vier muurschilderingen aangebracht. Ondanks het herziene ontwerp had het nieuwe gebouw weinig uitstraling, zeker te midden de middeleeuwse panden. Dankzij Jan Toorop, vriend van de toenmalige pastoor, werden nog in 1912 enkele verfraaiingen aangebracht.
Het ledental nam in de volgende tientallen jaren sterk af. Rond 1938 waren er nog ongeveer dertig leden, waaronder meerdere vissers. Toen zij in 1961 moesten verhuizen naar Colijnsplaat, ten gevolge van de aanleg van de Deltawerken, bleven er nog maar enkele leden over. In 1966 vertrok de kapelaan naar Vlissingen, waarop het bisdom Breda besloot de kerk te ontwijden en te sluiten.

## Herbestemming
In 1968 werd de kapel verkocht aan de firma S. Kodde en Zn. Zij gebruikten het enkele jaren als kantoorruimte, waarna het werd verhuurd als winkelruimte. Op 1 juli 1980 werd de voormalige kapel verkocht aan jhr. W.L. den Beer Poortugael (1938-2017). Hij verkocht het in 1995 weer door aan A. de Pagter, die er een antiek- en interieurwinkel in vestigde. Toen de gereformeerde kerk ook te koop werd gezet, besloot De Pagter te verhuizen, omdat die kerk meer ruimte bood. Hierdoor kwam de kapel vanaf juli 1997 weer leeg te staan. Later is er een modezaak in gevestigd.